# تیلمیچ
تیلمیچ (به آلمانی: Tillmitsch) یک منطقهٔ مسکونی در اتریش است که در لیبنیتس واقع شده‌است. تیلمیچ ۱۴٫۹۹ کیلومتر مربع مساحت دارد ۲۷۶ متر بالاتر از سطح دریا واقع شده‌است.